# LCD C2 21
Der C2 21 mit dem Spitznamen Giardiniera ist einer der beiden ursprünglichen und unterschiedlichen zweiachsigen Personenwagen der Lugano-Cadro-Dino-Bahn. Er charakterisiert sich durch die offene Bauweise als Sommerwagen mit durchgehenden in der Fahrtrichtung umlegbaren Rücklehnen der Holzbänken, im Gegensatz zum C2 11, bei dem es sich um einen geschlossenen Personenwagen mit festen Sitzbänken handelt.
Die von Anfang an elektrisch betriebene Lugano-Cadro-Dino-Bahn, abgekürzt LCD, hatte bei ihrer Betriebseröffnung 1911 gerade sieben Fahrzeuge: vier baugleiche Triebwagen und drei unterschiedliche Personen- und Güterwagen.
1943 wurden zwei zusätzliche Sitzbänke auf den damals noch offenen Endplattformen eingefügt und damit die Anzahl Sitzplätze erhöht. Im Zusammenhang mit der Klassenreform 1956 wurde der Sommerwagen neu als zum B2 21 bezeichnet.
Nach der Umstellung der Bahnstrecke Lugano–Cadro–Dino auf Autobusbetrieb wurde der überzählige Personenwagen 1970 vorerst im Depot La Santa in Lugano abgestellt und 1972 an Privat verkauft. 1975 wurde dieser dann in Tesserete, abseits der Bahnstrecke im Freien abgestellt. 1990 wurde der Wagen aus dem Privatbesitz an die Museumsbahn Blonay–Chamby abgegeben. Diese arbeiteten den Wagen auf und nahm ihn 1995 mit der ursprünglichen Bezeichnung, den ursprünglichen Mittelpufferkupplung sowie zusätzlich zur Vakuumbremse mit einer Druckluftbremse versehen, wieder in Betrieb. 2011, anlässlich des hundertjährigen Bestehens des Wagens, wurde er wieder mit dem ursprünglichen Anstrich versehen.